# Bigemonia
Bigemonia – koncepcja układu w stosunkach międzynarodowych, w której – w odróżnieniu od hegemonii – dominują dwa równorzędne mocarstwa współdziałające ze sobą w ramach symbiozy.
Jest to rzadkie zjawisko, gdyż z reguły dwa największe mocarstwa raczej rywalizują między sobą.

## Przykłady bigemonii
- Ateny (lider Morskiego Związku Ateńskiego) i Sparta (stojąca na czele Związku Peloponeskiego).
Dwie potęgi, które dominowały nad Grecją, zawarły w 445 p.n.e. sojusz tzw. "30-letni", który przetrwał jednak tylko 14 lat i oba lokalne mocarstwa powróciły do dawnej rywalizacji (II wojna peloponeska)[2].
- Hiszpania i Portugalia
Podczas unii iberyjskiej oba te mocarstwa znajdowały się pod panowaniem jednego monarchy w l. 1580–1640 i miały dominujące znaczenie w świecie.
- Wielka Brytania i Francja
Mocarstwa te zawarły w 1716 r. sojusz mający stabilizować sytuację w Europie i w koloniach. Trwał on do 1731, a oficjalnie zakończył się w 1744, kiedy to Wojna króla Jerzego rozpoczęła nowy etap rywalizacji kolonialnej między dwoma mocarstwami.
- Wielka Brytania i Stany Zjednoczone
Na przełomie lat 20. i 30. XX wieku kształtowała się koncepcja Pax anglosaxonica, w myśl której oba te mocarstwa wspólnie sprawowałyby hegemonię w ramach anglosfery[3][4].
- Stany Zjednoczone i Związek Socjalistycznych Republik Radzieckich
W trakcie zimnej wojny doszło do wyjątkowego przypadku współdziałania między rywalizującymi supermocarstwami, które 1956 podczas kryzysu sueskiego poparły Egipt przeciwko koalicji Wielkiej Brytanii, Francji i Izraela.
Czynnikiem zbliżającym ZSRR i USA było dążenie do zachowania kontroli nad bronią jądrową. Chęć utrzymania przez oba państwa monopolu w tej dziedzinie wywołała spore kontrowersje w obrębie poszczególnych bloków, powodując ich częściową dekompozycję. W 1964 Francja przystąpiła do tworzenia swych własnych sił nuklearnych, zaś w 1966 r. opuściła struktury wojskowe NATO[potrzebny przypis]. Z kolei Chiny i Albania w latach 60. i 70. XX wieku oskarżały ZSRR o współpracę z USA ("socjalimperializm").
- Stany Zjednoczone i Japonia
W latach 80 XX wieku pojawiła się koncepcja układu utworzonego przez dwa silne państwa: Stany Zjednoczone – potęga militarna, polityczna i ekonomiczna – oraz Japonia, jako potęga gospodarcza. Duet mocarstw uzyskałby prymat na arenie międzynarodowej[1].
- Stany Zjednoczone i Chiny
Tzw. "Chimeryka", "Grupa Dwóch" (G-2) – termin oznaczający wzajemne uzależnienia USA i Chin – wprowadzili w 2006 Niall Ferguson i Moritz Schularick. W ten sposób wskazali na to, że dla Chin rynek amerykański jest głównym rynkiem zbytu, a z kolei Chiny są głównym odbiorcą amerykańskich papierów skarbowych[5]. Niall Ferguson tak opisuje symbiozę między tymi państwami: "jedna ekonomia, która zawiera się na ok. 13% światowej powierzchni lądów, 1/4 populacji świata, trzeci produkt krajowy brutto i ok. połowy światowego wzrostu gospodarczego"[6]. Stany Zjednoczone i Chiny są pod wieloma względami konkurentami. Niemniej, oba państwa są sobie także wzajemnie potrzebne, a ich gospodarki łączy coraz więcej współzależności[7].